# Anouar Diba
Anouar Diba (Utrecht, 27 februari 1983) is een Nederlands-Marokkaans voormalig voetballer die bij voorkeur als aanvallende middenvelder of aanvaller speelde. Hij kwam eenmalig uit voor het Marokkaans voetbalelftal.

## Carrière

### Jeugd
Diba groeide op in de Utrechtse wijk Hoograven. Zijn ouders zijn afkomstig uit Ain Zohra, een dorpje in het Rifgebergte in het noordoosten van Marokko. Hij begon zijn voetballoopbaan bij VV Utrecht, waarna hij de overstap naar Elinkwijk maakte. In 1994 werd Diba gescout door PSV, waarvoor hij in diverse jeugdelftallen van 1994 tot en met 1996 uitkwam. Van 1996 tot en met 1999 kwam Diba voor FC Utrecht uit. In 2000 boden zowel AZ als NAC Diba een contract aan; Diba koos voor een avontuur bij de Bredase voetbalclub.

### NAC Breda
Diba maakte op 23 maart 2003 zijn debuut in het Nederlandse betaalde voetbal. Tijdens NAC - Willem II viel hij in de 85e minuut in voor Ali Boussaboun. Het directe en technische spel van de speler bleef de scouts bij de KNVB niet onopgemerkt en Diba werd meerdere malen voor Jong Oranje uitgenodigd. Deze sloeg hij af om voor Marokko te spelen. Hij speelde 113 competitieduels voor de club, waarin hij zestienmaal scoorde.

### Qatar
In de zomer van 2007 vertrok Diba naar Qatar, waar hij voor Al-Wakrah uitkwam. Diba verkaste daarna naar Al-Nasr uit Dubai, waar hij een contract voor twee seizoenen tekende. Bij Al-Wakrah was Diba ploeggenoot van onder meer Adil Ramzi en Elbekay Bouchiba.

### FC Twente
Op 16 augustus van 2010 dook Diba op bij FC Twente, alwaar de dan 27-jarige speler bij de beloften mee gaat trainen. Drie weken later kreeg hij te horen dat hij vanaf dan mee mag trainen met het eerste elftal. FC Twente en Anouar Diba bereikten op 18 september 2010 een akkoord over een contract dat loopt tot aan het eind van dit seizoen. Ruim een maand later, op 27 oktober, werd Diba na inschakeling van de FIFA vrijgegeven om te gaan spelen bij FC Twente. Ook de KNVB gaf de speler dezelfde dag nog vrij. Eind december werd echter bekend dat Diba's contract alweer ontbonden werd, omdat hij naar zijn zin te weinig aan spelen toekwam. Hij was twee keer actief als invaller.

### Terug in Qatar
Op 3 januari 2011 keerde hij terug naar Qatar bij Al-Wakrah. Daar deed hij het goed en werd in de zomer van 2011 verhuurd aan landskampioen Lekhwiya. In januari 2012 werd hij overgenomen door Qatar Sports Club. In 2015 stapte hij over naar Al-Kharaitiyat. Nadat hij met zijn club in 2019 degradeerde, keerde Diba terug naar Nederland en stopte met voetballen.

### Marokko
Diba speelde op 15 november 2006 zijn enige interland voor het Marokkaans voetbalelftal. In de vriendschappelijke wedstrijd tegen Gabon (6-0) begon hij in de startopstelling en werd na 80 minuten vervangen door Elamine Erbate.